# 蒙自站
蒙自站是位于中华人民共和国云南省红河哈尼族彝族自治州蒙自市的一个铁路车站。老蒙自站为米轨铁路蒙宝铁路的起点站，建于1918年，为法式建筑，2003年起停办客运，2014年起停止使用。现有蒙自站在蒙自市东郊余家寨南侧，老蒙自站原址以东2.9公里，为电气化铁路蒙河铁路车站，距离蒙自北站21公里。车站于2014年12月29日开通客运、货运业务，车站隶属中国铁路昆明局集团开远车务段。车站未来接驳弥蒙铁路（昆明-弥勒-蒙自城际铁路）。

## 車站周邊
- 余家寨小学